# Brandenbourg
Brandenbourg (en luxemburguès: Branebuerg; en alemany: Brandenburg) és una vila de la comuna de Tandel situada al districte de Diekirch del cantó de Vianden. Està a uns 33 km de distància de la ciutat de Luxemburg.